# Cordulisantosia marshalli
Cordulisantosia marshalli – gatunek ważki z rodziny szklarkowatych (Corduliidae).